# Narziss Ach
Narziss Kaspar Ach (Ermershausen, 29 de octubre de 1871 – Munich, Baviera, 25 de julio de 1946) fue un profesor y psicólogo alemán.
Enseñó primero en la Universidad de Berlín y luego, desde 1907, fue profesor titular de Königsberg y desde 1922 de la Universidad Georg-August de Gottinga. Alumno de Oswald Külpe, fue uno de los exponentes principales de la escuela creada por este último en Würzburg, y caracterizada por las investigaciones sobre la "psicología del pensamiento".
Adoptando un original método de "introspección sistemática", estudió la relación entre pensamiento y voluntad, mostrando la insuficiencia de las teorías asociacionistas tradicionales y postulando la presencia de "tendencias determinantes" en el flujo asociativo. Según Ach, en el pensamiento se observaría un contenido consciente, el denominado Bewusstheit, distinto de las imágenes y de las sensaciones.

## Otros proyectos
- Wikimedia Commons contiene immagini o altri file su Narziss Kaspar Ach

- Datos: Q72086
- Multimedia: Narziß Ach / Q72086